# Kepatihan (Selogiri)
Kepatihan is een bestuurslaag in het regentschap Wonogiri van de provincie Midden-Java, Indonesië. Kepatihan telt 2078 inwoners (volkstelling 2010).